# شورولت کوروت (سی۲)

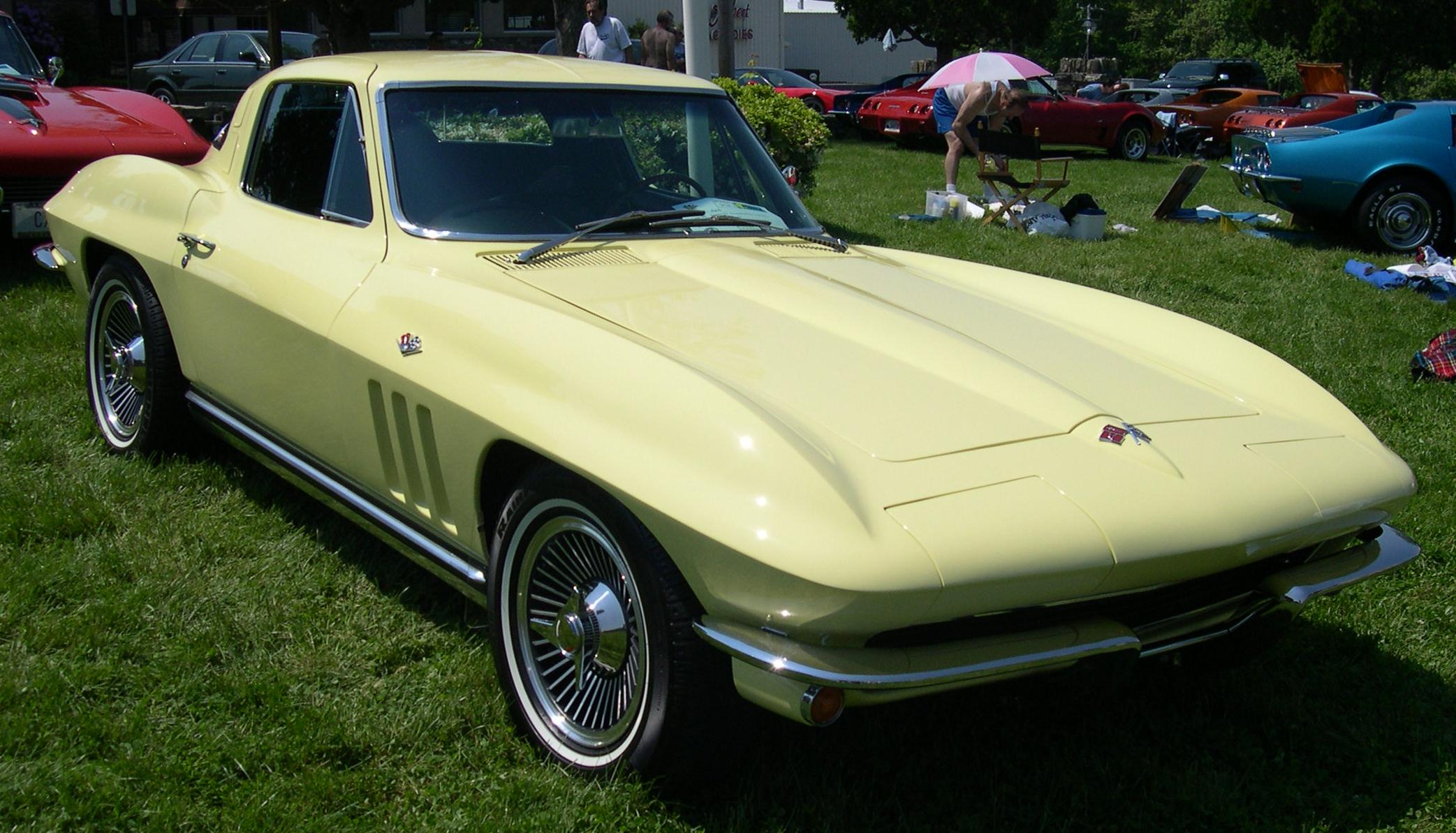
خودروی شورولت کوروت (سی۲) تولید ۱۹۶۵

شورولت کوروت (سی۲) دومین نسل از خودروهای اسپورت و عضلانی است. شورولت کوروت توسط بخش شورلت جنرال موتورز از سال‌های ۱۹۶۳ تا ۱۹۶۷ میلادی تولید شده‌است.
شورولت کروت نسل دوم یکی از خودروهای محبوب آمریکایی است که در آسیا، اروپا و آمریکای شمالی فروخته شده‌بود. از دلایل محبوبیت این خودرو می‌توان به طراحی داخلی و خارجی زیبا، موتور قوی، رنگ‌های متفاوت بدنه، قیمت پایین نسبت به تکنولوژی و کیفیت بسیار بالای ساخت آن اشاره کرد.